# Moustache en croc

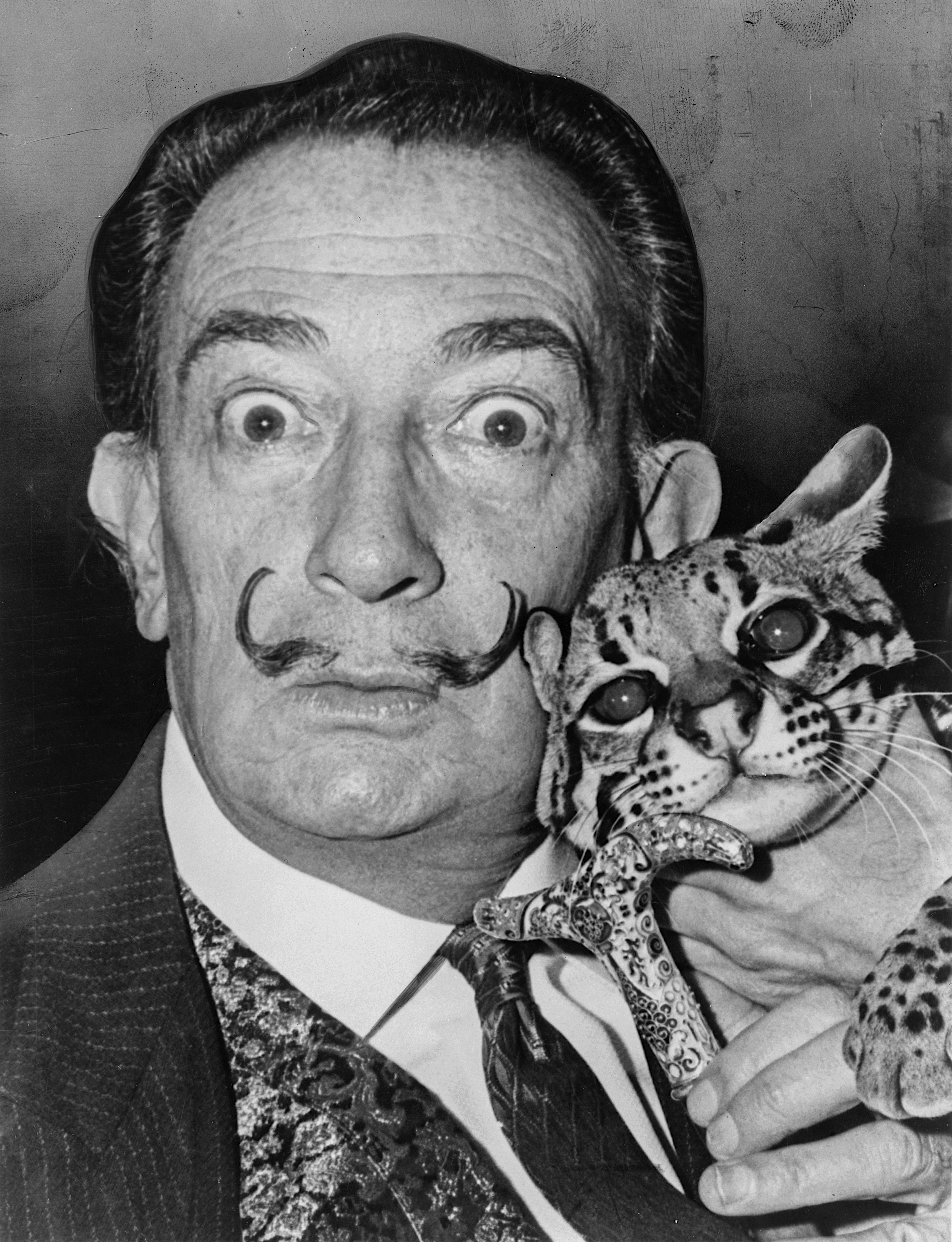
Salvador Dalí, sa célèbre moustache en croc et son ocelot

La moustache en croc est une moustache très relevée faisant penser à une paire d'antennes. Elle peut être considérée comme un réel ornement. Elle est souvent associée à Salvador Dalí et est l'expression de son excentricité, ce qui fait qu'elle est souvent appelée moustache de Dali. Le propriétaire d'une telle parure entend démontrer son extravagance ; or les excentriques se refusent à imiter les autres, aussi brillants soient-ils. C'est pourtant ce que fit Dali en choisissant d'arborer une moustache en croc, attribut du grand Maître Espagnol Diego Velasquez.
Le détective fictif Hercule Poirot porte lui aussi de telles moustaches qui font sa fierté. Elles sont soigneusement cirées, il est toujours tiré à quatre épingles, impeccablement vêtu et soucieux de sa morale autant que de son confort.
Georges Méliès ou Guillaume II d'Allemagne arboraient eux aussi une moustache ressemblant à une moustache en croc mais plus fournie. 

## Personnages célèbres

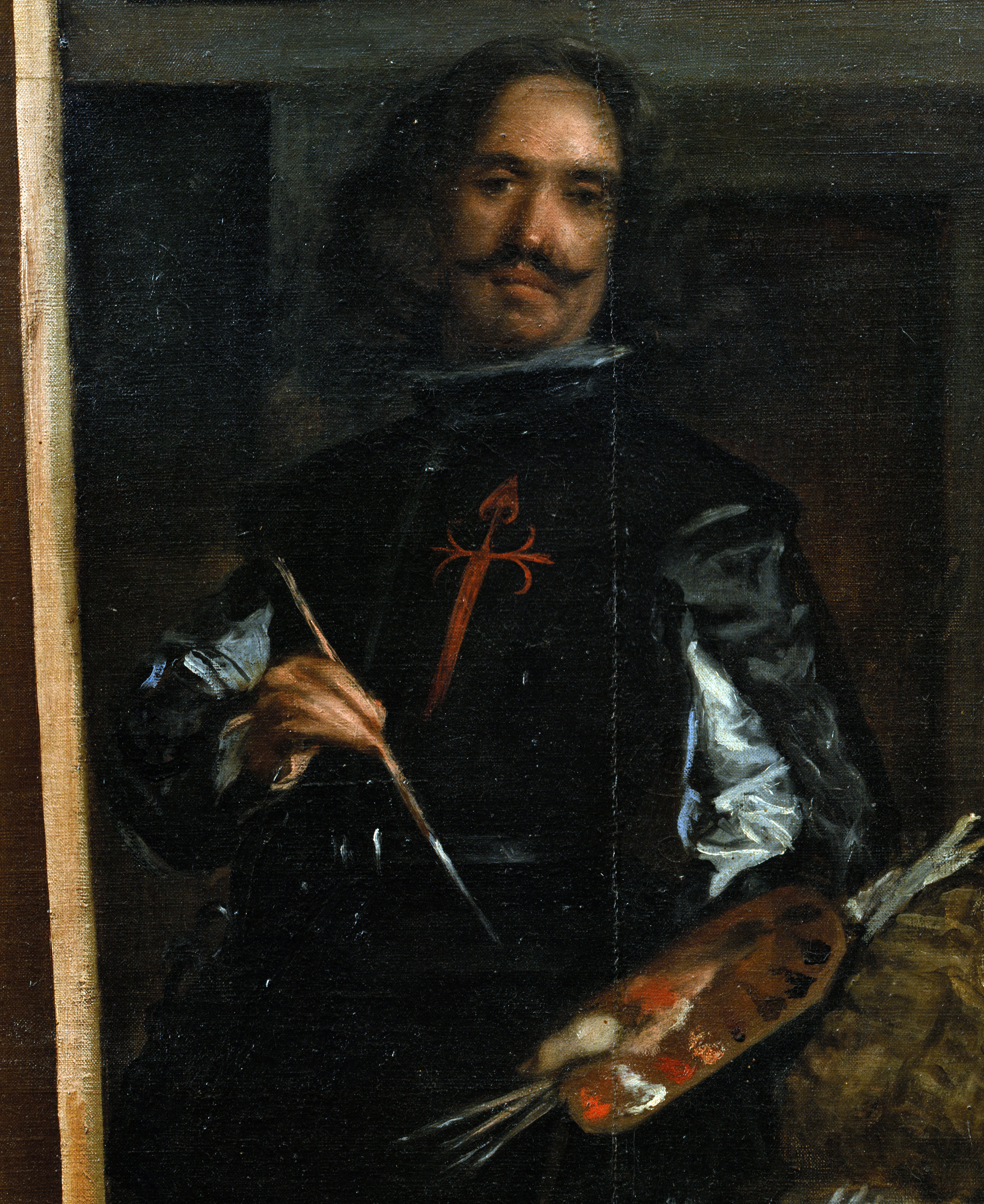
Diego Vélasquez
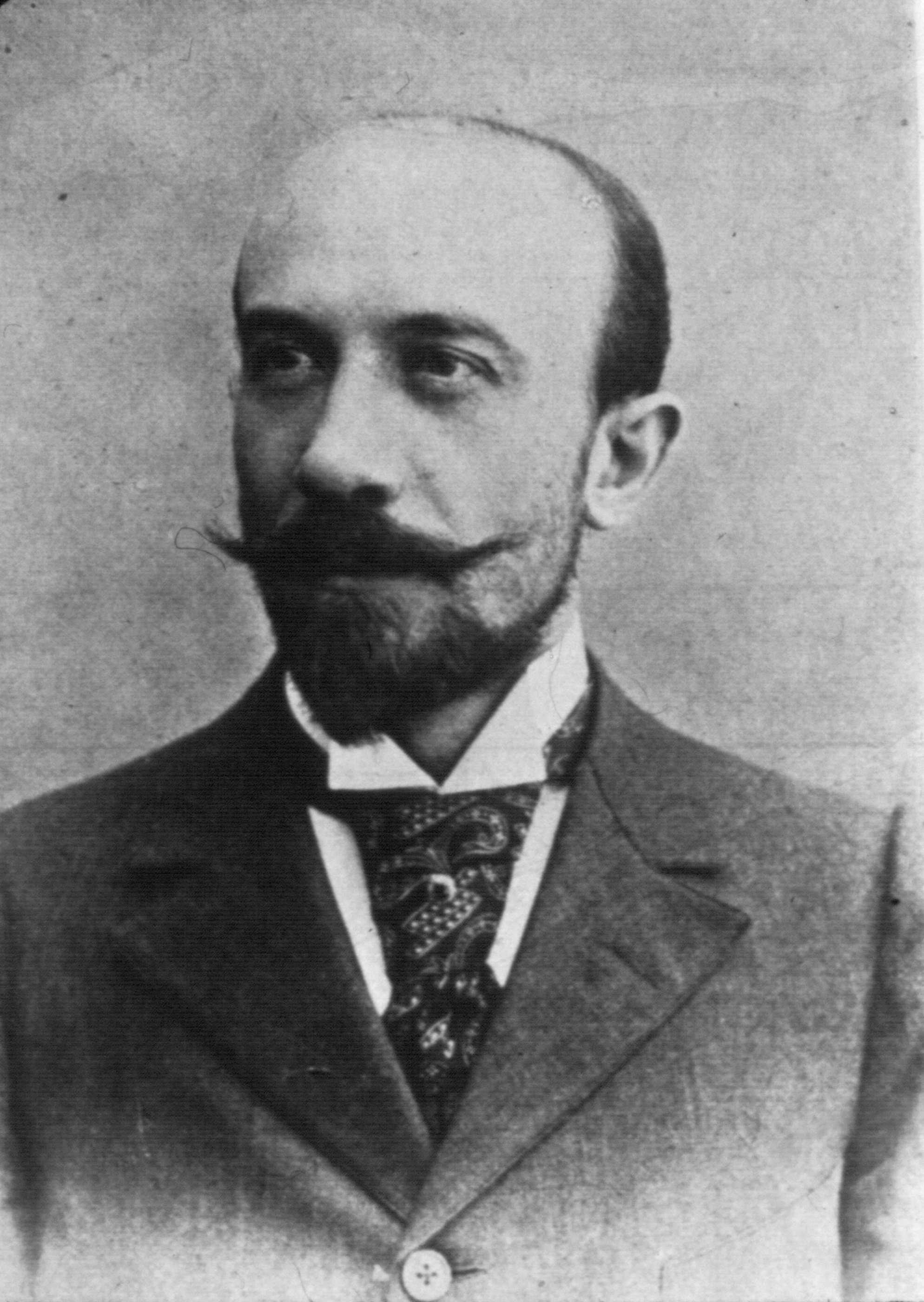
Georges Méliès
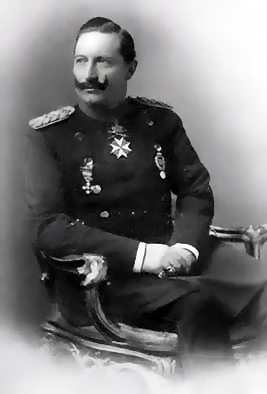
Guillaume II d'Allemagne
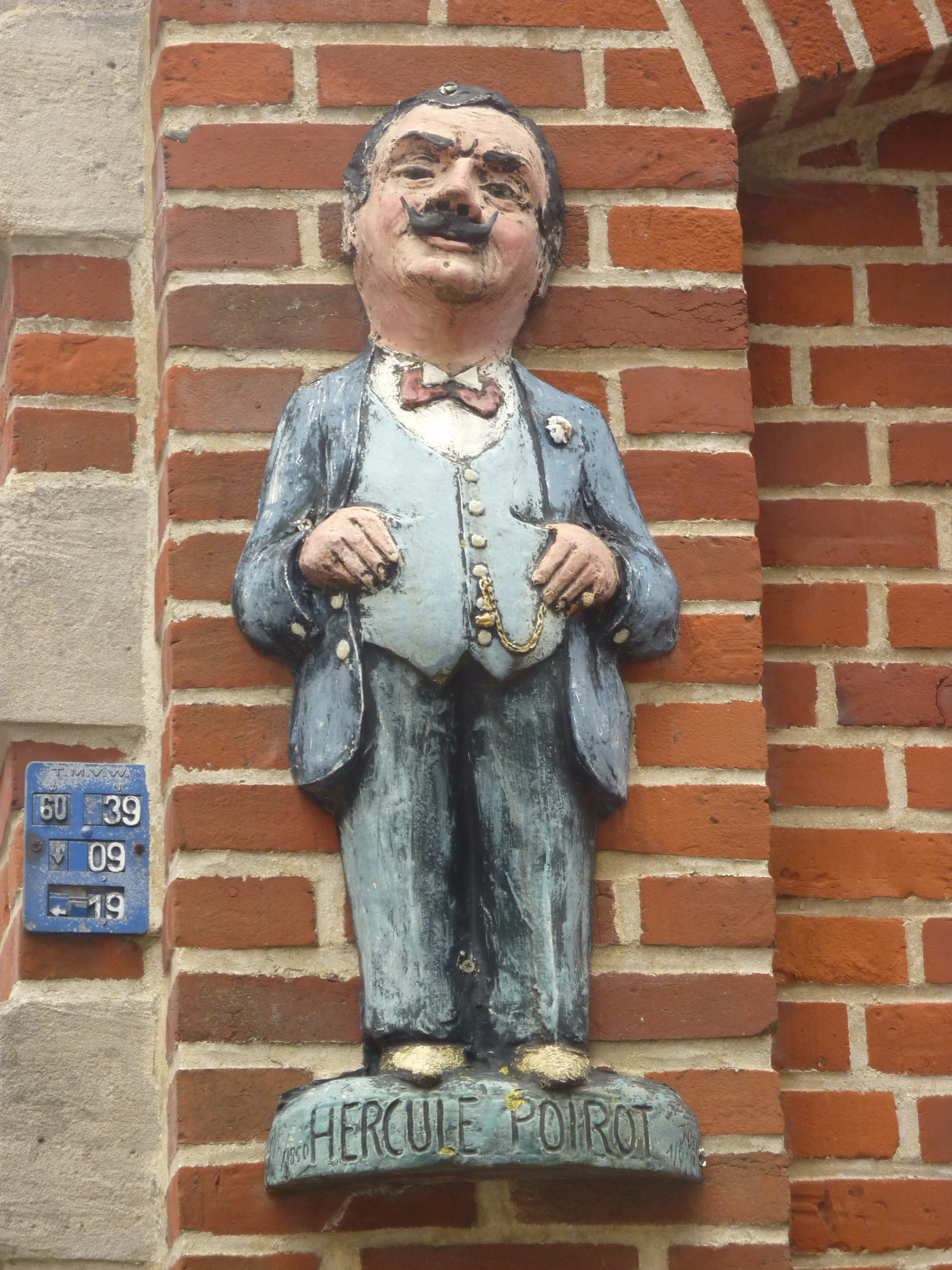
Hercule Poirot